# Holoplatys mascordi
Holoplatys mascordi är en spindelart som beskrevs av Zabka 1991. Holoplatys mascordi ingår i släktet Holoplatys och familjen hoppspindlar. Inga underarter finns listade i Catalogue of Life.